# Гелеш Ярослав Євгенович
Ярослав Євгенович Гелеш (нар. 20 липня 2004) — український футболіст, лівий вінґер «Кішварди», який виступає в оренді за «Сентлйоринц». Має також угорське громадянство.

## Життєпис
У сезоні 2016/17 років перебував у заявці мукачівського «Мункача», який виступав у ДЮФЛУ. Потім виїхав до Угорщини, де виступав за юнацькі команди «Кішварди». З січня по липень 2022 року виступав за резервну команду клубу. У першій команді «Кішварди» дебютував 7 серпня 2022 року в переможному (4:2) домашньому поєдинку 2-го туру чемпіонату Угорщини проти «Мезйокйовешда». Ярослав вийшов на поле на 67-й хвилині замість чорногорця Дрітона Цамая. 11 серпня 2022 року потрапив до заявки клубу на матч Ліги конференцій проти норвезького «Молде», але просидів усі 90 хвилин на лаві запасних. Після цього за головну команду клубу не грав.
1 квітня 2023 року відправився в оренду до «Голодаша». Дебютував за нову команду 19 серпня 2023 року в програному (2:3) виїзному поєдинку другого дивізіону чемпіонату Угорщини проти «Тисакечке». Гелеш вийшов на поле на 56-й хвилині замість Боніфаца Чонки. Загалом у сезоні 2023/24 років зіграв 4 матчі в другому дивізіоні чемпіонату Угорщини. 30 червня 2024 року повернувся до «Кішварди», але в команді не затримався.
12 лютого 2024 року відправився в нову оренду, цього разу до «Сентлйоринца». Дебютував за нову команду 29 лютого 2024 року в програному (1:5) домашньому поєдинку кубку Угорщини проти «Ньїредьгази». Ярослав вийшов на поле в стартовому складі, на 18-й хвилині відзначився голом, а на 78-й хвилині його замінив Залан Сабо. У другому дивізіоні чемпіонату Угорщини дебютував за «Сентлйоринц» 28 липня 2024 року в переможному (1:0) домашнього поєдинку 1-го туру проти «Айки». Гелеш вийшов на поле в стартовому складі, а на 62-й хвилині його замінив Роланд Габор Хайду.